# Bembidion
Bembidion Latreille, 1802, è un genere di coleotteri appartenente alla famiglia Carabidae. e rappresenta uno dei più estesi con almeno 1200 specie descritte.
Questi animali sono lunghi generalmente sotto i 10 millimetri e si muovono velocemente, perché predatori, in zone dove l'acqua è facilmente reperibile.

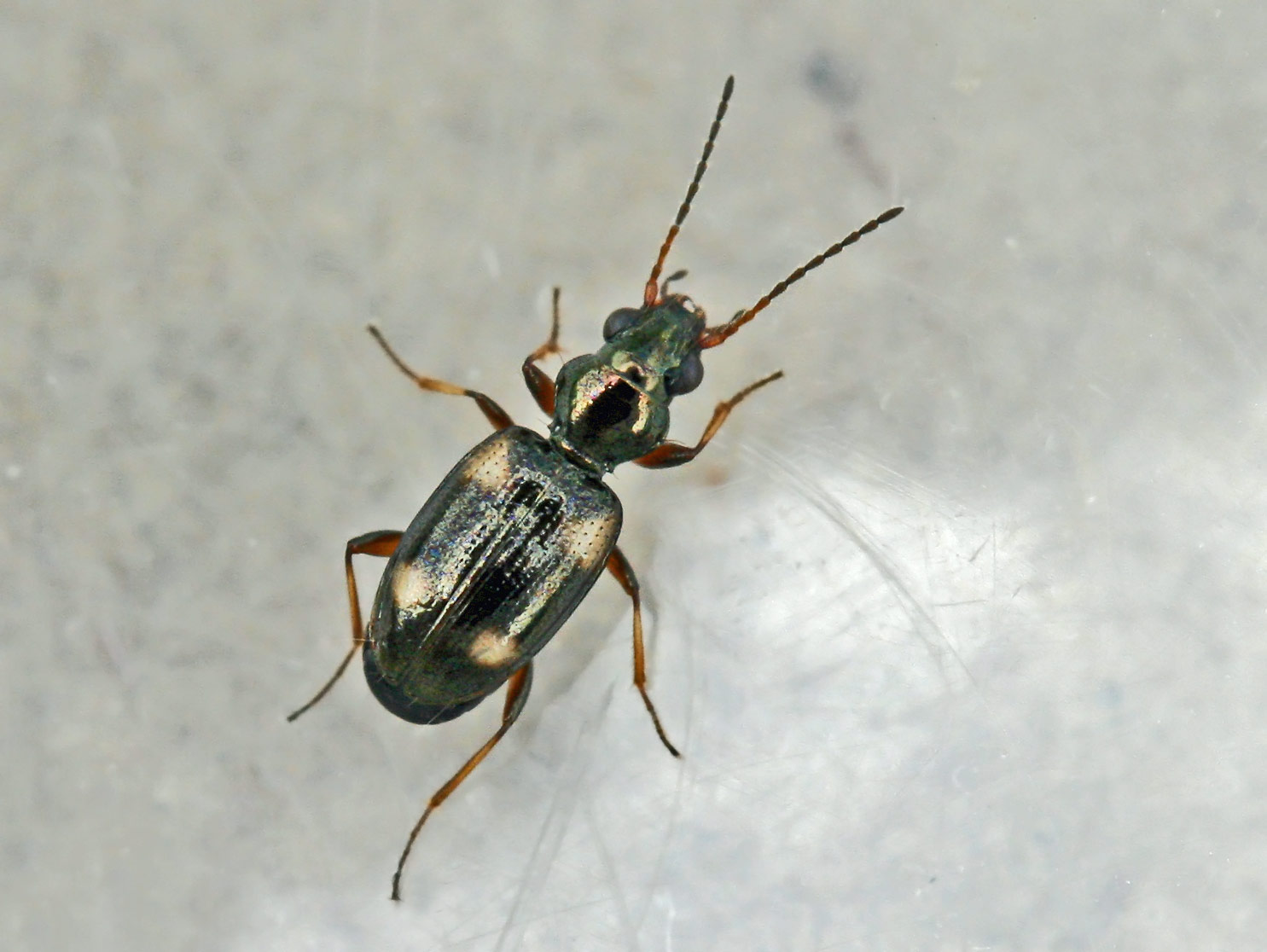
Bembidion quadrimaculatum

Luca Toledano è un entomologo italiano che ha classificato molti nuovi sottogeneri e specie di Bembidion.